# ROIR
ROIR (celým názvem Reach Out International Records) je americké hudební vydavatelství, které v roce 1979 založil Neil Cooper. Mezi umělce, kteří u tohoto vydavatelství vydávali svá alba, patří například Bad Brains, Einstürzende Neubauten, Television, John Cale nebo The Legendary Pink Dots.